# Kubňa
Kubňa (rusky Кубня, čuvašsky Кĕтне, tatarsky Гөбенә/Göbenä) je řeka v Čuvašsku a v Tatarstánu v Rusku. Je 176 km dlouhá. Povodí má rozlohu 2480 km².

## Průběh toku
Protéká po severním okraji Povolžské vysočiny. V jejím korytě se nachází mnoho starých ramen. Ústí zleva do Svijagy (povodí Volhy). Hlavním přítokem je Sugut zleva.

## Vodní stav
Zdrojem vody jsou především dešťové srážky. Průměrný roční průtok vody ve vzdálenosti 29 km od ústí činí 4.2 m³/s. Zamrzá ve druhé polovině listopadu až v prosinci a rozmrzá v dubnu.

## Využití
Řeka je splavná pro vodáky.